# 레이스트랙 메모리
레이스트랙 메모리(Racetrack memory) 또는 도메인월 메모리(domain-wall memory, DWM)는 물리학자 스튜어트 파킨(Stuart Parkin)이 이끄는 팀이 IBM 알메이든 리서치 센터에서 개발 중인 실험적인 비휘발성 메모리 장치이다. 2008년 초에 3비트 버전이 성공적으로 시연되었다. 성공적으로 개발된다면 레이스트랙 메모리는 플래시 메모리와 같은 유사한 솔리드 스테이트 메모리 장치보다 더 높은 저장 밀도를 제공할 것으로 본다.

## 같이 보기
- 거대자기저항
- 자기 저항 메모리
- 스핀트로닉스